# Mount Olympus (Washington)
Mount Olympus is een berg van 2428 meter in de staat Washington aan de noordwestkust van de Verenigde Staten, ten westen van Seattle. Het is genoemd naar de gelijknamige Griekse berg. De berg bevindt zich in het Olympic National Park op de Olympic Peninsula. Het maakt deel uit van de bergketen van de Olympic Mountains.
Iets meer dan 100 km ten zuidoosten van de berg ligt de stad 'Olympia', de hoofdstad van de staat Washington.